# デヴィッド・ウィーズナー
デヴィッド・ウィーズナー（David Wiesner、1956年2月5日 - ）は、アメリカの児童文学作家、イラストレーター。
1956年、アメリカニュージャージー州ブリッジウォーター生まれ。
1992年、2002年、2007年にコールデコット賞を受賞した。

## 受賞歴
- コールデコット賞
  - 1992年（Tuesday（『かようびのよる』）に対して）
  - 2002年（The Three Pigs（『3びきのぶたたち』）に対して）
  - 2007年 (Flotsam（『漂流物』）に対して）

## 主な作品

### 著書
- 1987 Loathsome Dragon（『おぞましいりゅう』） Kim Kahng共著
- 1988 Free Fall（『フリーフォール』）
- 1990 Hurricane（『大あらし』）
- 1991 Tuesday（『かようびのよる』）
- 1992 June 29, 1999（『1999年6月29日』）
- 1999 en:Sector 7（『セクター7』）
- 2001 en:The Three Pigs（『3びきのぶたたち』）
- 2006 Flotsam（『漂流物』）
- 2010 Art & Max（『アートとマックス ― ゴキゲンなゲイジュツ』）

### イラスト
- 1980 Honest Andrew en:Gloria Skurzynski著
- 1981 Ugly Princess Nancy Luenn著
- 1981 One Bad Thing about Birthdays David R. Collins著
- 1981 Man from the Sky Avi著
- 1981 Boy who Spoke Chimp ジェイン・ヨーレン著
- 1982 Owly Mike Thaler著
- 1982 Neptune Rising: Songs and Tales of the Undersea Folk ジェイン・ヨーレン著
- 1983 Miranty and the Alchemist en:Vera Chapman著
- 1984 Dark Green Tunnel en:Allan W. Eckert著
- 1985 Wand: the Return to Mesmeria Allan W. Eckert著
- 1985 E.T.(the Storybook of the Green Planet) en:William Kotzwinkle著;（スティーヴン・スピルバーグ原作をベースに）
- 1986 Kite Flier Dennis Haseley著
- 1988 Firebrat en:Nancy Willard著
- 1989 The Rainbow People ローレンス・イェップ著
- 1989 The Sorcerer's Apprentice en:Marianna Mayer著
- 1991 Tongues of Jade ローレンス・イェップ著
- 1994 Night of the Gargoyles en:Eve Bunting著

## 日本語訳された作品
- 『かようびのよる』当麻ゆか訳、ベネッセコーポレーション、1992年
- 『しりたがりやのふくろうぼうや』児童図書館・絵本の部屋、マイク・セーラー著、評論社、1992年
- 『1999年6月29日』江國香織訳、BL出版、1993年
- 『フリーフォール』BL出版、1994年
- 『大あらし』江國香織訳、BL出版、1995年
- 『セクター7』BL出版、2000年
- 『アートとマックス ― ゴキゲンなゲイジュツ』江國香織訳、BL出版、2011年
- 『3びきのぶたたち』江國香織訳、BL出版、2002年
- 『おぞましいりゅう』キム・カーン共著、江國香織訳、BL出版、2006年
- 『漂流物』BL出版、2007年